# Isohypsibius changbaiensis
Isohypsibius changbaiensis är en djurart som tillhör fylumet trögkrypare, och som beskrevs av Yang 1999. Isohypsibius changbaiensis ingår i släktet Isohypsibius och familjen Hypsibiidae. Inga underarter finns listade i Catalogue of Life.